# 서화성역
서화성역(西華城驛)은 경기도 화성시에 있는 서해선의 철도역이자 홍성~송산 구간의 기종점이다. 서화성역 ~ 원시역 사이의 시화철교 구간은 신안산선의 일부이므로, 늦어도 2026년 3월 31일에 개통될 예정이며, 시화철교 완공 이전까지 서화성역 ~ 초지역 간 셔틀버스를 한시적으로 운행한다.

## 연혁
- 2024년 9월 3일 : 역명 제정[1]
- 2024년 9월 27일: 국토교통부 사업용 철도노선 고시[2]
- 2024년 11월 2일 : 개통, 초지 ~ 서화성 구간 임시 셔틀버스 운행[3]
- 2024년 11월 25일: 도로명주소 부여.[4]
- 2026년 3월 : KTX-이음 운행 개시 (예정)

## 승강장
승강장에는 스크린도어가 설치되어 있다. 2024년 11월 2일부터 초지역 방향으로 가는 셔틀버스가 있으므로 시간표 확인.
| ↑ 송산차량사업소 / 초지(셔틀버스) |
| \| １ \| ２ \|                    |
| 화성시청 ↓                        |

| 1 | 서해선 · ITX-마음 | 당역종착  |
| 2 | 서해선 · ITX-마음 | 홍성 방면 |

## 역 주변
- 분지섬저수지
- 한국교통안전공단 자동차안전연구원
- 송산공룡알화석지
- 송산그린시티

## 인접한 역
| 서해선    | 서해선          | 서해선             |
| --------- | --------------- | ------------------ |
| 시·종착역 | ITX-마음 서해선 | 화성시청 홍성 방면 |